# Vittorio Cuttin
Vittorio Cuttin (Trieste, 16 aprile 1870 – Trieste, 26 maggio 1924) è stato uno scrittore e giornalista italiano.

## Biografia
Vittorio Cuttin nasce a Trieste il 16 aprile 1870 da Luigi Cuttin e Caterina Barzellatto; viene battezzato nella parrocchia di Sant'Antonio Taumaturgo il 28 successivo.
Diviene tra il 1914 ed il 1924, anno della sua morte, un noto personaggio del mondo letterario nazionale. Triestino verace, poeta, romanziere, raggiunge nella sua attività di giornalista livelli di polemista caustico tali da essere paragonato al francese Rochefort.
Fu anche poeta, storico e romanziere. Affetto da "irreduttibile triestinismo" che egli stesso riteneva essere lo spirito acceso "ereditario di libertà comunale" contro tutti i governi e i partiti politici, fu irredentista convinto e militante, scettico e sfrontato nei suoi giudizi, buontempone pur essendo afflitto dall'obesità.
Di se stesso Cuttin scrisse: 
«Sono un povero diavolo, un brutto triestino, un convinto e disinteressato italiano, un figlio del popolo, un uomo che pensa con la propria testa, senza chiederne il permesso ai capi partito e che perciò è entrato nella vita pubblica dimenticando d munirsi di qualsiasi tessera politica. Ma sono un uomo che ama la verità, dice la verità, scrive la verità e che perciò si trova in contrasto con tutti i partiti poiché tutti i partiti hanno un largo margine di menzogna, come una specie di atmosfera d'interessi peculiari nella quale respirano gli egoismi: in quell'atmosfera si accendono le meteore della retorica partigiana che illuminano i programmi con la luce falsa e fugace delle contingenze personali e settarie. Ma sono meteore: null'altro».
Godette per questo di una straordinaria popolarità nella sua Trieste dove non temette di attaccare, da posizioni Liberal-nazionaliste, l'organo dei liberali nazionalisti triestini Il Nazionale, avversando nel contempo i socialisti locali con l'arma di una pubblicistica politica a sfondo scandalistico e denigratorio.
Aveva iniziato la sua carriera giornalistica a 15 anni come praticante nel Cittadino di Trieste e dedicandosi al teatro, sulla cui esperienza pubblicherà, nel 1891, un volumetto di Divagazioni artistiche, riedito due anni dopo con il titolo: Il moderno teatro drammatico. L'intento era quello di veicolare alcune idee elaborate nel corso della sua lunga frequentazione dell'attore triestino Papadopoli.
Ma la sua naturale inclinazione si rivela subito verso il romanzo con la pubblicazione del Picco della morte, nel 1891 (prefazione di Michele Buono, direttore artistico del periodico Arte). All'irredentista barese che aveva provato le carceri austriache, Vittorio Cuttin aveva dedicato, nel 1889, una lunga biografia, ripubblicata alla sua morte, nel 1892, da Stadler.
Tra i suoi interessi letterari non mancò la poesia a sfondo sociale, pubblicando a Milano nel 1893 una raccolta di versi intitolata Il menestrello della fame.
Aveva tentato anche, ad appena 25 anni, con il periodico Il Pilato, l'avventura editoriale, quasi subito fallita per dichiarata bancarotta, che lo costrinse ad abbandonare Trieste, rifugiandosi a Milano nella redazione del Mattino.
Nel 1900 inizia la sua collaborazione con lo Spartaco di Gallipoli, dell'editore Giovanni Coppola, curando la rubrica "Appendici umoristiche" e la pubblicazione di racconti e novelle. Fu l'inizio di una collaborazione continuativa che lo portò a trasferissi a Gallipoli e ad assumere la direzione del giornale. 
È qui che Cuttin tenta l'avvio di una frenetica attività editoriale fondando i periodici La Squilla e La Settimana Pugliese ed una Agenzia giornalistica pugliese "di corrispondenza e pubblicità".
Collabora con Sonzogno, impegnato a pubblicare come supplemento del Secolo la serie Cento città d'Italia, firmando tra l'altro, con lo pseudonimo "Spiritello", la monografia dedicata a Gallipoli.
Dallo spirito ribelle, si ritrova però ben presto invischiato nelle lotte politiche locali costringendolo a rientrare a Trieste per dirigere, su incarico dell'editore Camber, Il sole, noto per le feroci polemiche suscitate contro Il Lavoratore di Trieste, del socialista Valentino Pittoni, difensore della Società "Domenico Rossetti" di Dompieri ed espressione del "capitalismo triestino antiebraico ed antimassonico".
La collaborazione con Camber lo porta a stringere rapporti affettivi con la di lui figlia, Iva Camber, che sposerà nel 1903.
Cuttin, dalle colonne de Il sole, radicalizza lo scontro messo in atto da Camber contro i socialisti triestini e contro il gruppo liberal-nazionalista che a Trieste sfruttava "l'ideale della Italianità unicamente per mire settarie, utilitarie ed egoistiche". È convinto che l'anima civile e morale di Trieste si riconosce nel liberalismo nazionalista, avversando però gli uomini che invece operavano a danno degli obiettivi che quel partito si era prefisso.
Comincia, così, ad affrontare processi, calunnie ed anche aggressioni fisiche, senza però variare la sua condotta giornalistica. In questo confronto non manca naturalmente l'azione della polizia asburgica che ordisce contro di lui, ed in accordo con Valentino Pittoni, proprietario de Il Lavoratore, l'accusa di ricatto, per la quale Cuttin viene arrestato, ma assolto in Camera di Consiglio.
Alla morte del suocero, per evitare la vendita del giornale Il Sole a un gruppo austriaco di tendenze clericali, Cuttin esce pubblicamente dalla redazione del giornale, di cui aveva assunto provvisoriamente la direzione. Vicenda questa che influenza pesantemente i suoi futuri rapporti con la moglie Iva, dalla quale si separa definitivamente.
Affronta la nuova situazione lavorando come facchino alle dipendenze della libreria Pertolin di Trieste. Si dedica anche alla scrittura di una sorta di storia della municipalità triestina, tra il 1750 ed il 1850, che pubblicherà, nel 1907, con il titolo: Trieste 1750-1850. Vita ed opere di Domenico Rossetti. Tre anni dopo rileva La Coda del Diavolo, un giornale satirico triestino che compila da solo, intagliando anche i cliches in legno per le illustrazioni. Con questo periodico Cuttin riesce a collegarsi con l'anima popolare triestina, divenendo giornalista temuto ma enormemente amato dal popolo. Né lo fermano i numerosi processi a cui viene sottoposto né i vari attentati orchestrati contro di lui, perché ritenuto dalla fazione dei "pittoniani" l'avversario da eliminare. A causa di due sconsiderati attacchi contro gli ammiragli Montecucchi e Ripper e contro il direttore di polizia Manussi di Contesole, considerati dal Cuttin "persecutori e aguzzini di italiani a Trieste", viene arrestato e sottoposto a processo, subendo anche la chiusura del giornale.
Nel 1914 riesce a riconquistare la libertà e a varcare i confini, rifugiandosi a Venezia dove continua a far uscire La coda del Diavolo, in attesa di una risposta dall'editore fiorentino Nerbini al quale ha offerto la sua collaborazione al 420, una collana di scritti antiaustriaci e irredentistici.
Allo scoppio della prima guerra mondiale, Cuttin si arruola volontario nell'87º Reggimento di fanteria, ma viene subito riformato per obesità.
Con Nerbini, a Firenze, pubblica alcuni romanzi popolari antiasburgici e irredentisti tra cui L'amante dell'imperatore e L'ombra di Miramar, che ancor oggi si ristampano.
Famosissimi i personaggi da lui creati in chiave satirica e macchiettistica: "Cuttica" l'ingenuo soldato italiano, valoroso e salace, che per amor di Patria si arruola volontario contro gli Austriaci, con i chiari riferimenti alla Vita Militare di De Amicis; "Miha Makakovich", caporale della Landsturm, "benemerito dell'ilarità triestina" e "rappresentante della leccapiattineria slovena".
È una collaborazione assidua, quella di Cuttin con l'editore Nerbini, con numerosissimi testi pubblicati nella collana Venezia Giulia a scopo irredentistico, tra cui un Epitalamio a Conrad, cui partecipa anche G. Papini, e Scipio Slataper.
Collabora anche con Bemporad scrivendo, nel 1915, la biografia di Guglielmo Oberdan.
Nel 1916 dedica un opuscolo al sacrificio di Cesare Battisti, nel quale dichiara: 
«Il supplizio di Cesare Battisti ha aperto un altro conto nella lunga serie delle partite di sangue tra l'Italia e l'Austria. Ci vorrà molto sangue austriaco, e sangue imperiale soprattutto, per regolare quel conto».
Durante il suo soggiorno a Firenze, Cuttin non manca di interessarsi delle questioni politiche triestine con la conseguenza di essere di nuovo coinvolto, nel 1918, nelle trame dei suoi avversari che, accusatolo di alto tradimento lo fanno incarcerare a seguito soprattutto delle feroci accuse lanciate in Parlamento dal "pittoniano" on. Todeschini riprese in una interrogazione da Turati. Ma anche questa volta viene assolto e scarcerato, dopo aver trascorso 8 mesi alle Murate di Firenze. Riprese le sue collaborazioni con Nerbini, e Bemporad, pubblicando anche con la Vallecchi una serie di romanzi, tra cui Toghe macchiate, I racconti del fico e Memorie di Barbebleue.
Ma il suo destino è quello di rientrare al nido del suo eterno amore, la sua Trieste.
Qui riprende la pubblicazione della Coda del Diavolo, polemizzando aspramente, prima con gli irredentisti che "facevano moneta degli ardimenti di ieri", poi con i fascisti. I suoi ultimi anni lo vede sempre sulla barricata, ribelle come nessun altro, tentando l'evasione dalla lotta politica e sociale solo forse con la pubblicazione di una serie di romanzi polizieschi, iniziata nel 1921 da Dolrani e Fichera, con l'accattivante titolo di L'erede di Nick Carter.
Muore a Trieste all'età di 54 anni il 26 maggio 1924.

## Critica letteraria
Cuttin è stata una interessante figura di letterato. Assorbì la letteratura romantica del suo tempo e soprattutto il filone russo, da Turghenev a Dostoieski, sapendosi comunque svincolare dalla struttura tradizionale romantica del romanzo e, pur toccando le tematiche proprie della narrativa popolare di fine secolo e del romanzo storico, secondo l'evoluzione di questo genere nella tradizione letteraria italiana e francese, volle inserire le inquietudini e le contraddizioni della coscienza sociale ed individuale.
Scrittore dalle tinte fosche, aveva assorbito le lezioni del de Sade che sosteneva doversi mostrare l'uomo quale può divenire, come possono modificarlo il vizio e le varie urgenze delle passioni. Assimilò anche l'idea del Richardson secondo cui la virtù non cambia il vizio, non lo redime, giacché virtù è un mito, astratto ma sicuramente presente nella psicologia delle masse. Fu per questo un maestro dei romanzi d'appendice che, sviluppati sui temi dell'orrido, riprendevano il filone dei racconti del Poe, di Radcliffe e di Lewis. Una sua novella fu addirittura scambiata per un racconto di Edgar Allan Poe e pubblicata da un editore romano, che stava curando l'edizione completa delle sue opere.
Cuttin ebbe sempre nei suoi scritti e nel suo pensiero un ideale, un eroe positivo idealizzato nell'uomo perseguitato dai borghesi e che lotta per un ideale di giustizia e di eguaglianza, giungendo quasi a teorizzare, nel filone dell'individualismo nichilista della tradizione letteraria ucraina agganciata alla visione slavofila di Dostojeski, un superuomo capace di indicare al popolo, che subisce il potere, una via per sfidare le leggi e la società, costruire un disegno possibile di giustizia. 
Un'idea tutta nichtchiana del superuomo, che Cuttin sembra voler veicolare alla fine, in un ultimo anelito romantico, nel solco delle letture del Martin Eden di Griffith che indica il ruolo che l'amore della donna ha nella vita dell'uomo.
Un ribelle insomma, che ha trasfuso nei suoi romanzi e nei suoi versi la propria condizione di disadattato politico, fermo nella propria convinzione che, in una società di diseguali, alla fine non v'è posto neppure per chi crede nel primato della libertà, negli ideali sociali e politici e nel bisogno di giustizia.

## Opere

### Romanzi
- Il Picco della morte, Trieste, Tip.Sociale, 1892
- Il fratello della morte, In:"Spartaco", Gallipoli, tip. Sociale, 1900
- Racconti di Guerra 1915 1916, Nerbini ed. Firenze 1916
- L'amante dell'imperatore, Nerbini ed., Firenze 1916
- L'ombra di Miramar, Nerbini ed., Firenze 1919
- Memorie di una dattilografa, Firenze, Casa ed. Fiorentina, s.a.
- Le vittime dei sensi, Firenze, Casa ed. Fiorentina, 1919
- Toghe macchiate, Firenze, Casa ed. Fiorentina, 1919
- L'erede di Nick Carter, Trieste, ed. Dolrani e Fichera, 1921
- L'isola della voluttà, Nerbini ed., Firenze 1926

### Altri scritti
- Menestrello della fame (versi), L.Mariani, Milano 1893
- Abelardo ed Eloisa, Off. grafiche de la Editoriale Libraria, Trieste, s.a.
- Il moderno teatro drammatico (ricognizioni artistiche) -seconda ediz., Trieste, Tip. Tomasich, 1891 pp. 28
- In Morte di Michele Buono, s.l., (ed. Stadler) Trieste 1892
- Navigazione, pesca e industrie marittime in Puglia, Gallipoli, Agenzia giornalistica, tip. Stefanelli, 1900
- Gallipoli - monografia illustrata (da: Le cento città d'Italia, supplemento del Secolo). Milano, Ed. Sonzogno, 1901
- Vita pugliese (Storia, biografia, bibliografia, folclore, ecc.), Gallipoli, Agenzia giornalistica, 1901
- Trieste 1750-1850 Vita ed opere di Domenico Rossetti, Ed. L'Autore, Trieste 1907
- Il Capriccio del Re (Magia d'amore). Opera giocosa in tre atti di Eugenio De Lupis e Vittorio Cuttin, musica del maestro Giulio Smareglia, Ed. A.Rodinis Francesetto, Pola 1911
- Nell'impero della forca (Lettere di Cuttica dal campo - Diario Giallo-nero), Ist. Edit. Il Pensiero, Firenze, 1915
- Trieste che ride... Lettere di un Governatore austriaco ad una orizzontale, Ist. Editoriale Il Pensiero, Firenze 1915
- G. Oberdan, R.Bemporad & Figlio, Stab.tip. Aldino, Firenze 1915
- Il martire di Trento - Cesare Battisti -,Casa Ed. Nerbini, Tip. Collini & Cencetti, Firenze 1916
- El processo de San Giusto - Martire triestin - contado in osteria da Menigo fachin a su' compare Franzele (Satira triestina con pref. di T.Panteo e pupazzetti di Yambo), Collana "Venezia Giulia", A.I n.II, 2 aprile 1916, Casa ed. La Venezia Giulia, Firenze 1916
- Scipio Slataper l'eroe del Carso, Collana "Venezia Giulia", A.I n.III, 9.aprile 1916, Casa ed. La Venezia Giulia, Firenze 1916
- Tramonto austriaco nel Friuli (illustr. di Yambo), Collana "Venezia Giulia", A.I n.IV, 16 aprile 1916, Casa ed. La Venezia Giulia, Firenze 1916
- L'Umorismo e la guerra (Lettere del caporale della Landsturm Miha Makakovich al parroco del suo paese, dalle trincee sull'Isonzo), Collana "Venezia Giulia", A.I n.V, 23 aprile 1916, Casa ed. La Venezia Giulia, Firenze 1916
- L'Imperatore d'Austria all'ara di Venere, Collana "Venezia Giulia", A.I n.VI, 30 aprile 1916, Casa ed. La Venezia Giulia, Firenze 1916
- Avventure guerresche dell'eroe croato Miha Makakovich, (illustrato da Tony), Casa Ed. Nerbini, Firenze 1916
- La "Coda del diavolo" il processo Cuttin e il caso Todeschini, Firenze,Tip. Collini e Cencetti, 1918.
- La Vose de Trieste (L'ode al Comendator-Storia natural de la famea Scanameloni), Ed. La Coda del diavolo, Firenze-Trieste, 1919
- Viaggi e avventure di un orologio: peripezie strane di un triestino e di dalmata, Firenze, Ed. Nerbini, 1919
- Le tre Eve, Firenze, Casa ed. Fiorentina, 1919
- I racconti del fico, Firenze, Casa ed. Fiorentina, 1920
- L'ultimo atto della Traviata: rivista triestina in 3 atti, Trieste, St. Tip. Nazionale, 1923
- Piccoli Eroi dell'Italia redenta- Racconti illustrati per la gioventù, Ed. Nerbini, Firenze 1928